# Lijst van voetbalinterlands Armenië - Georgië
Deze lijst van voetbalinterlands is een overzicht van alle officiële voetbalwedstrijden tussen de nationale teams van Armenië en Georgië. De landen speelden tot op heden negen keer tegen elkaar. De eerste ontmoeting tussen de voormalige Sovjet-republieken was een vriendschappelijke wedstrijd op 30 maart 1997 in Tbilisi. Het laatste duel, een play-offwedstrijd tijdens de UEFA Nations League 2024/25, werd gespeeld in de Georgische hoofdstad op 23 maart 2025.

## Wedstrijden
| № | Plaats  | Datum            | Competitie                  | Wedstrijd         | Uitslag |
| - | ------- | ---------------- | --------------------------- | ----------------- | ------- |
| 1 | Tbilisi | 30 maart 1997    | Vriendschappelijk           | Georgië – Armenië | 7 – 0   |
| 2 | Limasol | 6 februari 2000  | Vriendschappelijk           | Georgië – Armenië | 2 – 1   |
| 3 | Jerevan | 26 april 2000    | Vriendschappelijk           | Armenië – Georgië | 0 – 0   |
| 4 | Nicosia | 21 februari 2004 | Vriendschappelijk           | Armenië − Georgië | 2 − 0   |
| 5 | Limasol | 9 februari 2011  | Vriendschappelijk           | Armenië − Georgië | 1 − 2   |
| 6 | Tychy   | 11 oktober 2020  | UEFA Nations League 2020/21 | Armenië – Georgië | 2 − 2   |
| 7 | Tbilisi | 15 november 2020 | UEFA Nations League 2020/21 | Georgië – Armenië | 1 − 2   |
| 8 | Jerevan | 20 maart 2025    | UEFA Nations League 2024/25 | Armenië – Georgië | 0 – 3   |
| 9 | Tbilisi | 23 maart 2025    | UEFA Nations League 2024/25 | Georgië – Armenië | 6 – 1   |

## Samenvatting
| Competitie          | Totaal gespeeld | Winst Armenië | Gelijk | Winst Georgië | Doelsaldo Armenië – Georgië |
| ------------------- | --------------- | ------------- | ------ | ------------- | --------------------------- |
| UEFA Nations League | 4               | 1             | 1      | 2             | 5 − 12                      |
| Vriendschappelijk   | 5               | 1             | 1      | 3             | 4 − 11                      |
| Totaal              | 9               | 2             | 2      | 5             | 9 − 23                      |

Wedstrijden bepaald door strafschoppen worden, in lijn met de FIFA, als een gelijkspel gerekend.